# Yoshinori Ōsumi

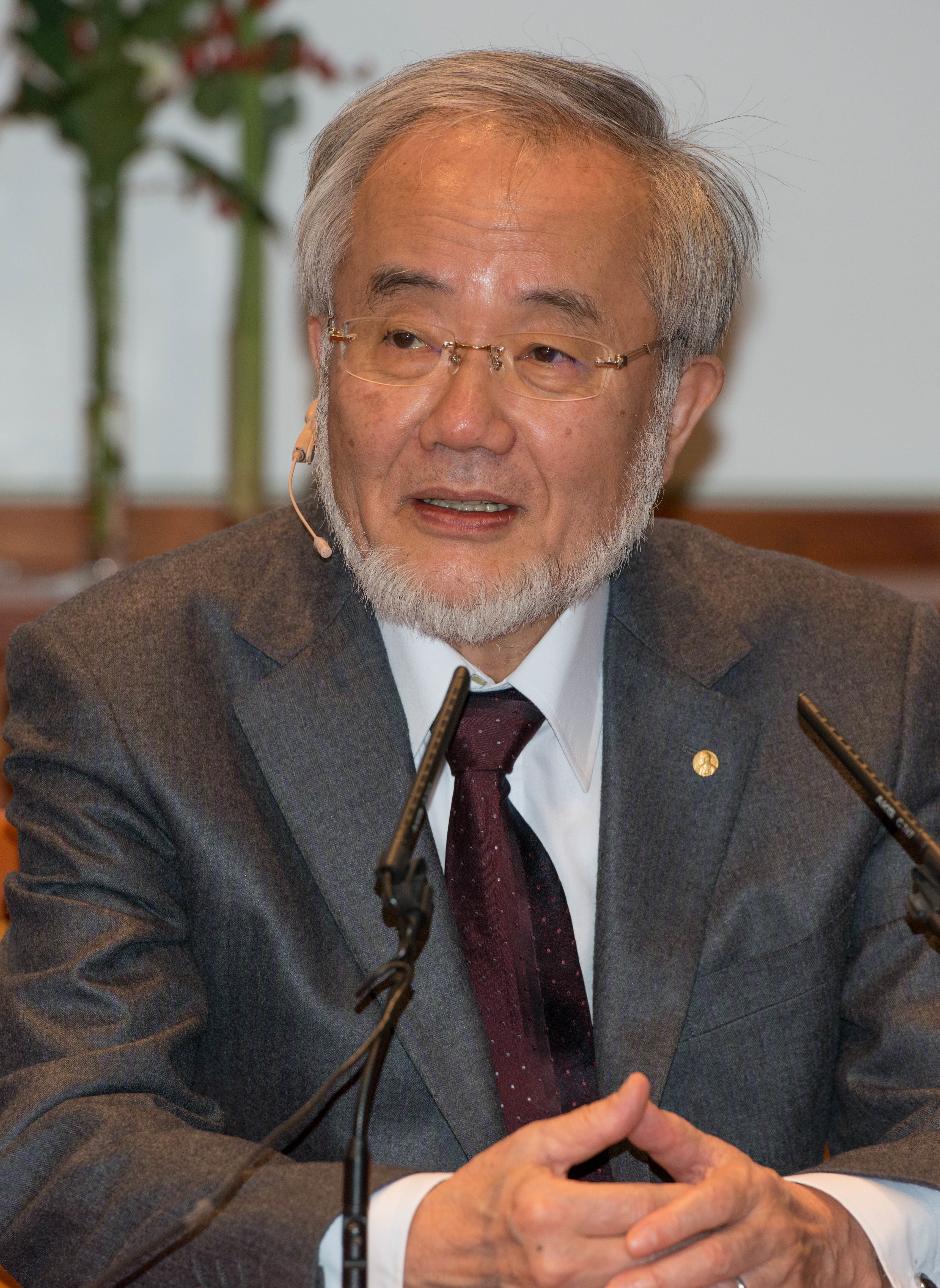
Yoshinori Ōsumi (2016)

Yoshinori Ōsumi (japanisch 大隅 良典, Ōsumi Yoshinori; * 9. Februar 1945 in Fukuoka) ist ein japanischer Zellbiologe. Er ist bekannt für Forschungen und Entdeckungen zur Autophagozytose (Autophagie). 2016 erhielt er dafür den Nobelpreis für Physiologie oder Medizin.

## Leben
Ōsumi wurde 1945 in Fukuoka geboren. Sein Vater war Professor an der Universität Kyūshū und Ingenieur. Ōsumi erhielt 1967 den Bachelor-Abschluss an der Universität Tokio und wurde dort 1974 bei Kazutomi Imahori promoviert. Während des Studiums wechselte er von der Chemie zur damals im Aufbruch befindlichen Molekularbiologie. Bis 1977 war er als Postdoktorand an der Rockefeller University bei Gerald Edelman, wo seine Beschäftigung mit Weizenzellen begann (DNA-Duplizierung), und danach forschte er an der Universität Tokio (bei Yasuhiro Anraku), an der er 1986 Dozent (Lecturer) und 1988 Assistenzprofessor (Associate Professor) wurde. Zu der Zeit befasste er sich schon mit Membrantransport in Vakuolen in der Zelle, die Teil des Systems der Autophagie sind. 1996 ging er als Professor an das National Institute for Basic Biology in Okazaki. Außerdem war er 2004 bis 2009 Professor an der Graduate University for Advanced Studies in Hayama. 2009 emeritierte er und war danach Professor an der Technischen Hochschule Tokio.

## Werk

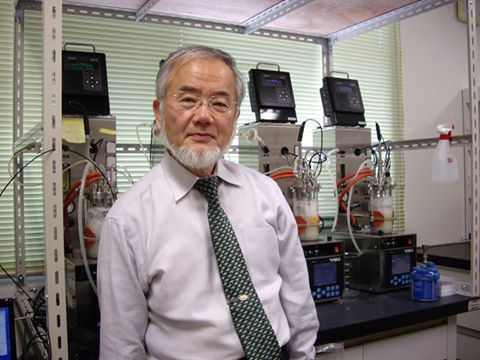
Yoshinori Ōsumi in einem Labor der Technischen Hochschule Tokio

Er klärte die molekularen Mechanismen von Autophagie am Beispiel von Hefezellen, später auch bei Säugerzellen, die sich durch Abbau körpereigener Proteine auf gewandelte Umweltbedingungen einstellen. Dabei identifizierte er mit seiner Gruppe die beteiligten Enzyme, deren Regulierung je nach Stoffwechselzustand und den Mechanismus der Bildung von Autophagosomen. In der Hefezelle bilden sich bei Stickstoffmangel Autophagosomen (Membrane, die die abzubauenden Proteine umschließen und an Vakuolen oder Lysosomen abgeben), es bilden sich Vesikel in den Vakuolen und Vakuolen fusionieren. Ōsumi untersuchte verschiedene genetische Varianten von Hefezellen, denen für diese Prozesse des Zellabbaus wichtige Proteinasen in den Vakuolen fehlten. 1991 fand seine Gruppe einen ersten Autophagie-defekten Mutanten (apg 1-1, später ATG 1 genannt) in Hefe und später fand sie 13 weitere (ATG). Mit der bald darauf erfolgten Entschlüsselung des Erbguts der Hefezelle konnten die entsprechenden Gene geklont werden. ATG 1 entsprach einer Proteinkinase, die anderen hatten kompliziertere Funktionen und entsprachen regulatorischen Ubiquitin-ähnlichen Enzymen.

## Auszeichnungen (Auswahl)
2005 erhielt er den Fujihara Award, 2006 den Preis der Japan Academy, 2008 den Asahi-Preis, 2012 den Kyoto-Preis und 2015 den Canada Gairdner International Award. 2015 erhielt er den Internationalen Preis für Biologie, den Keio Medical Science Prize und den Rosenstiel Award. 2016 erhielt er den Wiley Prize in Biomedical Sciences, den Dr. Paul Janssen Award for Biomedical Research und den Nobelpreis für Physiologie oder Medizin. Bereits seit 2013 hatte ihn Thomson Reuters aufgrund der Zahl seiner Zitationen zu den Favoriten auf einen Nobelpreis gehandelt (Thomson Reuters Citation Laureates). 2016 wurde er auch mit dem japanischen Kulturorden ausgezeichnet. Für 2017 wurde ihm für die Aufklärung des Mechanismus der Autophagie der Breakthrough Prize in Life Sciences zugesprochen, der mit drei Millionen US-Dollar dotiert ist. 2017 wurde er zum Fellow der American Association for the Advancement of Science gewählt.

## Schriften (Auswahl)
- mit Tsukada: Isolation and characterization of autophagy-defective mutants of Saccharomyces cerevisiae. In: FEBS Letters. Band 333, 1993, S. 169–174, Abstract
- mit K. Takeshige, M. Baba, S. Tsuboi, T. Noda: Autophagy in yeast demonstrated with proteinase-deficient mutants and conditions for its induction. In: Journal of Cell Biology. Band 119, 1992, S. 301–311, Abstract
- mit Takeshige, M. Baba, N. Baba: Ultrastructural analysis of the autophagic process in yeast: detection of autophagosomes and their characterization. In: Journal of Cell Biology. Band 124, 1994, S. 903–913, Abstract
- mit Noboru Mizushima u. a.: A protein conjugation system essential for autophagy. In: Nature. Band 395, 1998, S. 395, Abstract
- mit Kabeya u. a.: LC3, a mammalian homologue of yeast Apg8p, is localized in autophagosome membranes after processing. In: EMBO Journal. Band 19, 2000, S. 5270–5278, PMC 305793 (freier Volltext)
- mit K. Suzuki u. a.: The Pre-Autophagosomal Structure Organized by Concerted Functions of APG Genes Is Essential for Autophagosome Formation. In: The EMBO Journal. Band 20, 2001, S. 5971–5981, doi:10.1093/emboj/20.21.5971.
- mit Mizushima, Yoshimori: Autophagosome formation in mammalian cells. In: Cell Structure and Function. Band 27, 2002, S. 421–429, PMID 12576635
- mit Nakatogawa, Ichimura: Atg8, a Ubiquitin-like Protein Required for Autophagosome Formation, Mediates Membrane Tethering and Hemifusion. In: Cell. Band 130, 2007, S. 165–178, doi:10.1016/j.cell.2007.05.021